# Tugny-et-Pont
Tugny-et-Pont é uma comuna francesa na região administrativa de Altos da França, no departamento de Aisne. Estende-se por uma área de 5,89 km². Em 2010 a comuna tinha 283 habitantes (densidade: 48 hab./km²).